# Петров, Велико
Вели́ко Пе́тков Пе́тров (болг. Велико Петков Петров; 22 февраля 1902, Котел, Сливенская область — неизвестно) — советский и болгарский военный деятель. Участвовал в битве за Москву в составе 2-го батальона Отдельной мотострелковой бригады особого назначения НКВД СССР.

## Биография
Велико Петров родился 22 февраля 1902 года в городе Котёле в бедной многодетной семье. Получил образование в гимназии, затем поступил на работу кочегаром на деревообрабатывающую фабрику. За период работы Велико Петров стал членом профсоюза рабочих деревообрабатывающей промышленности, организатором забастовки. Вскоре был уволен со своей работы кочегаром.
С 1919 года являлся членом Болгарского коммунистического союза молодёжи. С 1946 года был членом Болгарской коммунистической партии (БКП).
Отмечен как один из основоположников Болгарского коммунистического союза молодёжи в городе Котеле в 1919 году. Активно участвовал в подготовке Сентябрьского антифашистского восстания 1923 года в Бургасе. В период с 1924 по 1925 год он устанавливал связь с военным округом, укрывал деятелей, находящихся в подполье, помогал им медикаментами. В апреле 1925 года в связи с гибелью Т. Златанова его посадили в Бургаскую тюрьму. Велико Петров был привлечён в основное ядро, совершившие бунт и бегство 43 бургаских коммунистов и комсомольцев с острова Святой Анастасии.
29 июля 1925 года эмигрировал в СССР, здесь стал работать слесарем. Спустя время он закончил рабочий факультет, а в 1930 году — мотостроительный факультет Московского авиационного института. Работал в авиационной промышленности.
В годы Великой Отечественной войны работал в оборонном производстве. Принимал участие в обороне Москвы в 1941—1942 годах. В 1945 году вернулся в Болгарию и руководил предприятием тяжёлой промышленности.
Дальнейшая судьба Велико Петрова неизвестна.